# Авила (Индијана)
Авила (енгл. Avilla) град је у америчкој савезној држави Индијана.

## Демографија
По попису из 2010. године број становника је 2.401, што је 352 (17,2%) становника више него 2000. године.
| Група             | 2000.         | 2010.         |
| Белци             | 1.977 (96,5%) | 2.329 (97,0%) |
| Афроамериканци    | 4 (0,2%)      | 17 (0,7%)     |
| Азијати           | 9 (0,4%)      | 5 (0,2%)      |
| Хиспаноамериканци | 21 (1,0%)     | 36 (1,5%)     |
| Укупно            | 2.049         | 2.401         |